# 麦德申虫属
麦德申虫属（学名：Madsenia）是嗜污虫科的一属。

## 下属物种
本属包括以下物种：
- 印度麦德申虫 Madsenia indomita (Madsen, 1931) Kahl, 1934